# Der Kipphäuser von Refrath

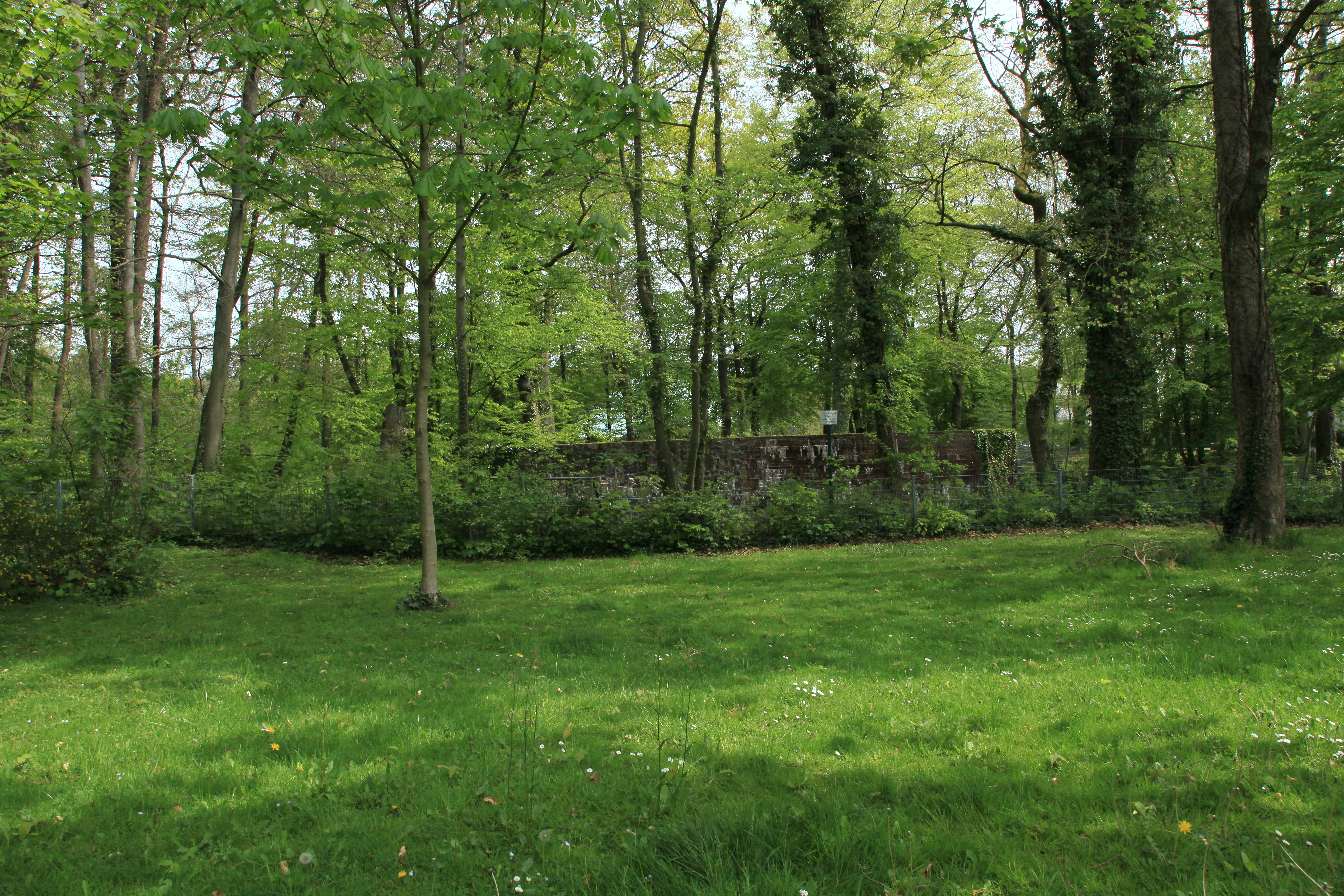
Überrest der Motte Kippekausen

Der Kipphäuser oder Juan Manuel Fernando ist eine Sagengestalt aus dem Bergischen Land. Der Kipphäuser ist der Herr der Motte Kippekausen. Die Sage ist im heutigen Stadtteil Kippekausen von Bergisch Gladbach angesiedelt. Mal gilt er als glühender Einäugiger, mal als schwarzer Mann oder als "hohläugiger mit totgelbem Gesicht und blutrotem Halskragen". Die Legende spielt um etwa 1400. Der Kipphäuser gilt als grausam und als ein Verdammter.

## Handlung
Zu Beginn der Legende heiraten die junge Burgherrin Elisabeth und Juan Manuel Fernando. Der neue Burgherr wirkt freundlich. Doch nach einiger Zeit fängt er an, seine Leibeigenen zu schlagen und zwingt sie, härter zu arbeiten. Als die Burgherrin von diesen Taten erfährt, ist sie zutiefst enttäuscht. Daraufhin erstickt ihr Lebenswille und sie stirbt. Die Hörigen müssen daraufhin noch härter arbeiten. Jeder, der das Wort gegen den Burgherren erhebt, wird umgebracht. Als eines Tages ein Holzfäller abgeholt wird, nimmt seine Frau ein Messer und sticht auf den Kipphäuser ein. Doch dieser stirbt nicht, sondern wird allmählich irre. Selbst die Leibwächter halten es nicht mehr aus. Nach drei Wochen steigt Rauch über der Burg auf. Da stürzt ein Mann aus dem Tor. Die blutverschmierte Axt in der Hand. Es ist der Holzfäller. Doch wirklich tot ist der Kipphäuser nicht. Stattdessen geistert er als Verdammter noch immer durch den angrenzenden Frankenforst und erschreckt Wanderer.

## Einzelnachweis
Tilman Röhrig: Sagen und Legenden aus dem Bergischen Land, 1992, ISBN 3-87909-303-2